# Ramon (Isabela)
Ramon (Filipino: Bayan ng Ramon) ist eine philippinische Stadtgemeinde in der Provinz Isabela, Verwaltungsregion II, Cagayan Valley. Sie hat 52.707 Einwohner (Zensus 1. August 2015), die in 19 Barangays lebten. Sie wird als Gemeinde der ersten Einkommensklasse auf den Philippinen und als teilweise urbanisiert eingestuft.
Ramon liegt im Südwesten der Provinz, am Fuß des Gebirgsmassives der Cordillera Central, im Tal des Magat-Rivers. Im Norden der Gemeinde liegt der Magat-Stausee, dessen Wasserkraftwerk eine Leistung von 381 Megawatt hat. Sie liegt 335 km nördlich von Manila und ist über den Marhalika Highway erreichbar. Der nächste Flughafen liegt in Cauayan City, dieser wird von der Fluglinie Cebu Pacific viermal die Woche angeflogen. Ihre Nachbargemeinden sind Alfonso Lista im Nordwesten, San Mateo im Norden, Alicia und San Isidro im Osten, Santiago City im Süden.

## Baranggays
| - Ambatali - Bantug - Bugallon Norte - Bugallon Proper - Burgos - General Aguinaldo - Nagbacalan - Oscariz - Pabil - Pagrang-ayan | - Planas - Purok ni Bulan - Raniag - San Antonio - San Miguel - San Sebastian - Villa Beltran - Villa Carmen - Villa Marcos |

## Geschichte
Die Gemeinde wurde offiziell am 18. Juni 1961 gegründet. Ihr Name geht auf den ehemaligen Präsidenten Ramon Magsaysay zurück.